# Pujiang (Chengdu)
Pujiang léase Pu-Chiáng (en chino simplificado, 蒲江县; pinyin, Pújiāng xiàn) es un condado bajo la administración directa de la Subprovincia de Chengdu, capital provincial de Sichuan. El condado yace en la parte occidental de la Llanura de Chengdu en una altitud promedio de 530 m s. n. m. Su área total es de 580 km² y su población para 2014 fue más de 200 mil habitantes.

## Administración
El condado de Pujiang se divide en 12 pueblos que se administran en 8 poblados y 4 villas.